# Jakub Kubieniec
Jakub Kubieniec (ur. 3 marca 1990) – polski judoka.

## Kariera
Zawodnik klubów: KS Judo Czechowice-Dziedzice (2003-2009), GKS Czarni Bytom (2009-2012), KS AZS AWF Katowice (2013-2016). Brązowy medalista zawodów pucharu świata w Warszawie w 2015. Brązowy medalista drużynowych mistrzostw Europy 2016 w Kazaniu. Mistrz Polski w kategorii do 81 kg (2015), dwukrotny srebrny medalista (2013, 2014) oraz dwukrotny brązowy medalista mistrzostw Polski (2010, 2011). Trzykrotny młodzieżowy mistrz Polski (2010, 2011, 2012).